# Куріпка зеленонога
Куріпка зеленонога (Tropicoperdix chloropus) — вид куроподібних птахів родини фазанових (Phasianidae). Мешкає в Південно-Східній Азії.

## Підвиди
Виділяють сім підвидів:
- T. c. chloropus Blyth, 1859 — від крайнього південного заходу Китая (Юньнань) до М'янми і західного Таїланда;
- T. c. cognacqi Delacour & Jabouille, 1924 — південь центрального В'єтнаму;
- T. c. merlini Delacour & Jabouille, 1924 — захід центрального В'єтнаму;
- T. c. vivida Delacour, 1926 — схід центрального В'єтнаму;
- T. c. peninsularis (Meyer de Schauensee, 1941) — південно-західний Таїланд;
- T. c. olivacea Delacour & Jabouille, 1928 — Лаос і Камбоджа;
- T. c. tonkinensis Delacour, 1927 — північ В'єтнаму.

Деякі дослідники виділяють підвиди T. c. merlini і T. c. vivida у окремий вид куріпка жовтонога (Tropicoperdix merlini), а підвид T. c. tonkinensis — у окремий вид Tropicoperdix tonkinensis.

## Поширення і екологія
Зеленоногі куріпки мешкають в Китаї, М'янмі, Таїланді, Лаосі, В'єтнамі і Камбоджі. Вони живуть у первинних і вторинних вологих рівнинних тропічних лісах з густим підліском. Зустрічаються на висоті від 100 до 1400 м над рівнем моря, переважно на висоті до 400 м над рівнем моря. Живляться насіням, ягодами і комахами.